# Fairlee
Fairlee est une ville américaine située dans le Comté d'Orange, dans le Vermont. Selon le recensement de 2020, sa population est de 988 habitants.